# Sandur (Islas Feroe)
Sandur es una localidad y municipio de las Islas Feroe. Es el mayor municipio de Sandoy y con 557 habitantes, la mayor localidad de la isla.

## Historia

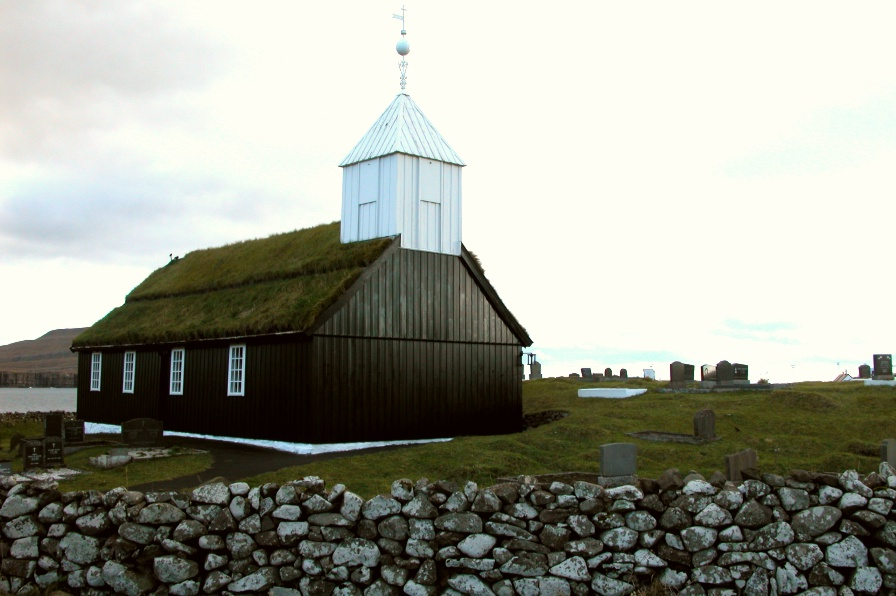
Iglesia de Sandur.

Sandur se menciona por primera vez en la historia en el documento conocido como Hundabrævið, en el siglo XIV. Sin embargo, por investigaciones arqueológicas en el pueblo, se sabe que éste tiene sus orígenes en la era vikinga, en el siglo IX, cuando llegaron los primeros colonos nórdicos. Sandur fue sitio de una asamblea (ting) que se celebraba anualmente y que tenía jurisdicción sobre toda Sandoy. 
En una excavación de 1863 se descubrieron varias monedas relacionadas con un entierro en el cementerio. Este hallazgo arqueológico se conoce como el tesoro de Sandur, y se conserva actualmente en el Museo Nacional de las Islas Feroe de Tórshavn. Consiste de 98 monedas de plata, siendo las más antiguas de ca. el año 1000.
En 1969 y 1970 se realizó una nueva investigación arqueológica en las cercanías de la iglesia. Se descubrieron restos de otras 5 iglesias, la más antigua una stavkirke del siglo XII. A principios del siglo XXI nuevas investigaciones han descubierto restos de viviendas de ca. 900.

## Geografía

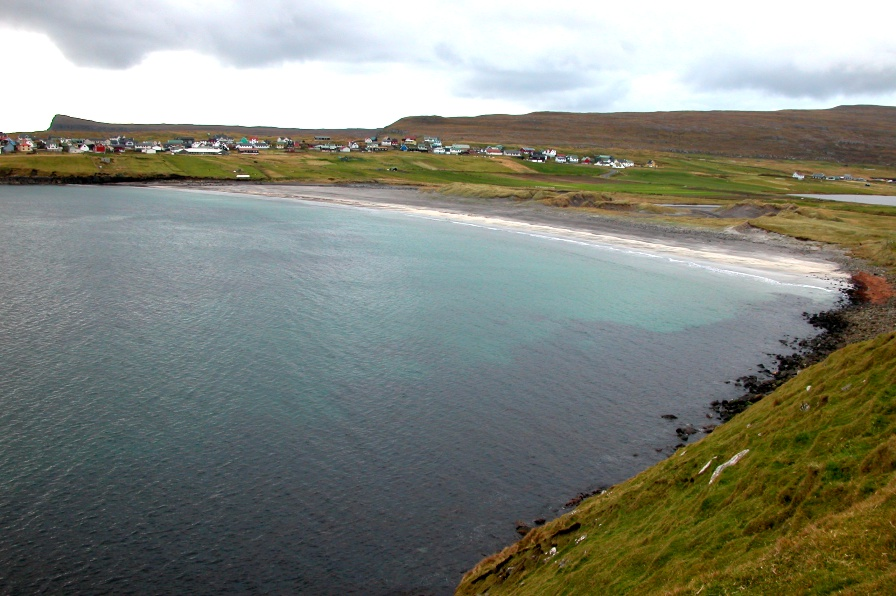
Playa de Sandsvágur, la mayor de las Islas Feroe.

Sandur se ubica en el sur de la isla Sandoy. El centro del pueblo está en una península entre los lagos Gróthúsvatn al noroeste y Sandsvatn al noreste, y entre las bahías Grótvík y Sandsvágur. Sandsvágur es una de las pocas playas de arena de las Islas Feroe, y es con mucho la más grande de las islas. Una parte del pueblo se extiende lejos del centro, como por ejemplo el asentamiento junto al Sandsvatn.
El terreno de las cercanías de Sandur es relativamente plano, y las montañas de la zona no son altas si se comparan con las demás montañas feroesas. Por ello la zona de Sandur se presta para recorrerse a pie o en bicicleta. De Sandur parte un camino hacia Søltuvík, una bahía deshabitada en la costa occidental que es un popular balneario.
Sandur está comunicada por medio de carretera con todos los pueblos de Sandoy. Para ello hay servicio público de autobuses. Del puerto de Sandur parte un transbordador hacia Gamlarætt, el nuevo puerto de Tórshavn para transbordadores, situado al norte del pueblo de Kirkjubøur. También en Sandur hay un servicio de transbordador sólo para personas hacia la isla Skúvoy, al sur del pueblo.

## Cultura y patrimonio

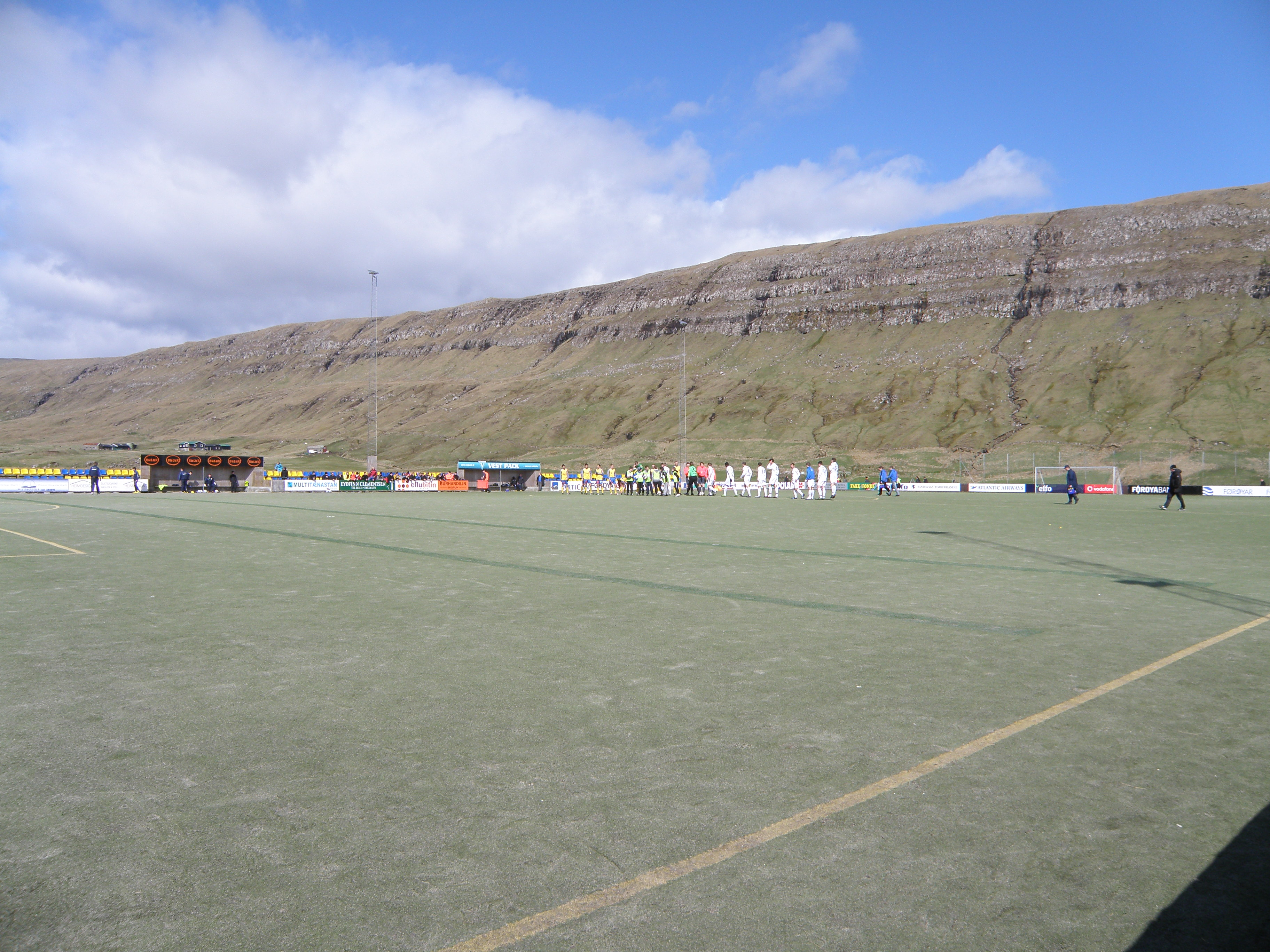
Campo de fútbol Inni í Dal.

La iglesia de Sandur fue concluida en 1839. Es una iglesia típica feroesa de madera con techo verde. Un incendio en 1988 dañó parte de la iglesia; sin embargo, fue reconstruida de manera idéntica a como estaba en el siglo XIX.
Sandur cuenta también con un pequeño museo de arte.
El pueblo es sede del club de fútbol B71 Sandoy, que representa a toda la isla. El club tiene su campo de juego en la escuela secundaria de Sandoy, una institución localizada en el término municipal de Sandur pero construida con financiamiento de los cuatro municipios de la isla.

## Política
El municipio de Sandur se encuentra gobernado por un concejo municipal de 7 personas. Las últimas elecciones municipales se llevaron a cabo en 2008, presentándose 2 listas independientes. Desde octubre de 2009 el alcalde es el exfutbolista Brandur Sandoy, afiliado al Partido Popular.
El municipio de la parroquia de Sandur fue establecido en 1872. En ese tiempo sus límites incluían toda Sandoy así como Skúvoy y Stóra Dímun. Skopun se separó en 1910, y Stóra Dímun y Skúvoy en 1923. En 1928 se volvieron a unir las tres islas en un solo municipio, pero en 1930 se crearon los municipios de Húsavík, Skálavík, Skopun y Skúvoy, quedándose Sandur únicamente con el poblado homónimo.